# Лептура-коримбія червона
Гамалик червоний (лат. Stictoleptura rubra, (Linnaeus, 1758) — жук з родини Скрипунових.

## Поширення
Ареал C. rubra охоплює усю Європу, Центральну Азію, Західний і Східний Сибір. Гамалик червоний належить до групи палеарктичних видів. 
В Україні масово трапляється у Карпатах і на Поліссі. Спорадичні знахідки відомі й з інших регіонів, особливо тих, де наявні плантації сосни.

## Екологія
Часто трапляється на квітах гадючника, анґеліки лісової (Angelica sylvestris L.) та ін. Літ триває із середини червня до серпня в передгір’ях, та з другої декади липня до кінця серпня в гірській місцевості. Личинки розвиваються у мертвій частково деґрадованій деревині ялини та ялиці.

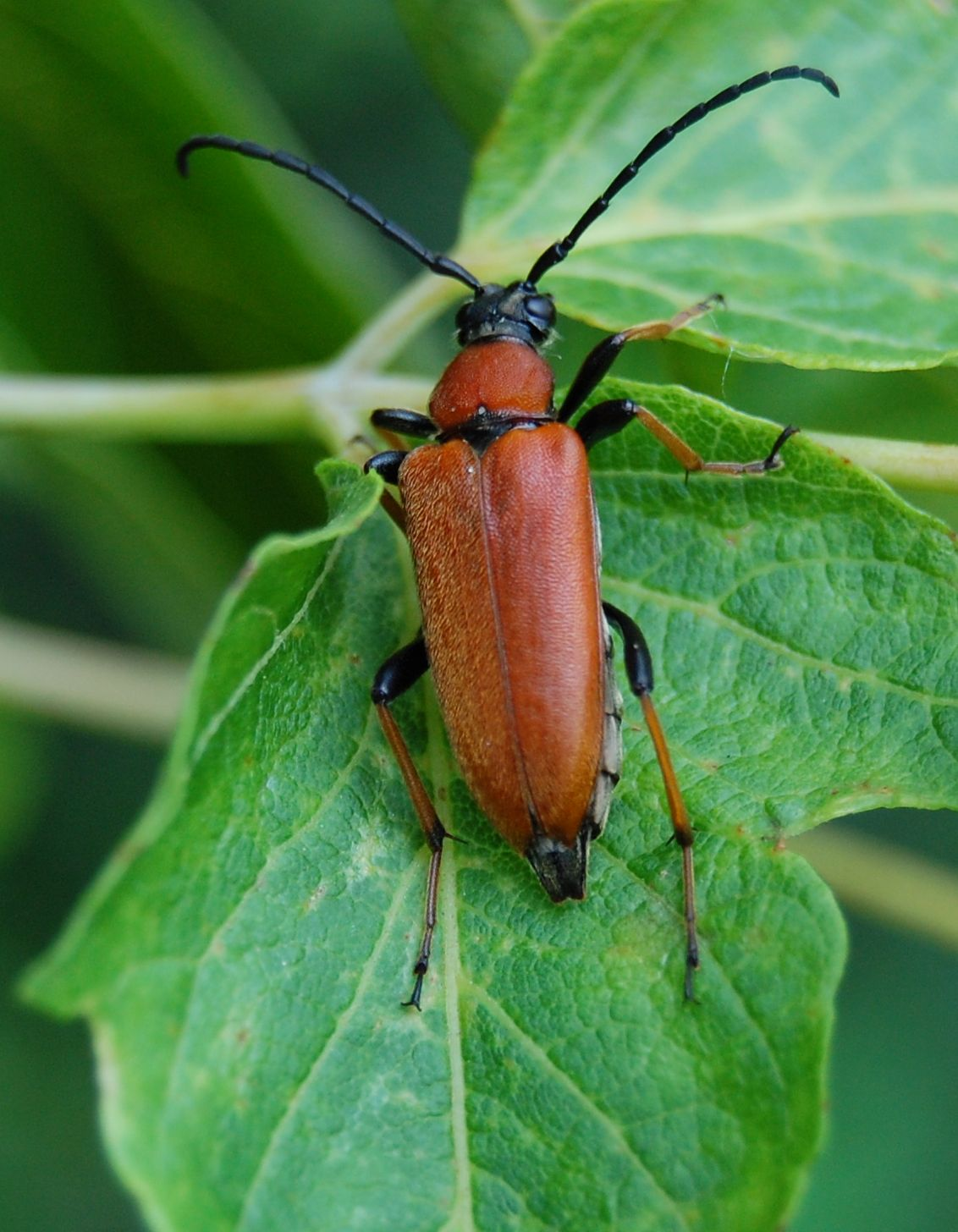
Лептура червона

## Морфологія

### Імаго
C. rubra – це жук середніх розмірів з кремезною тілобудовою. Тіло широке довжиною 10-20 мм. Передньоспинка з перетяжкою на передньому краї, має вигляд дзвона. Вкрита дрібними прилягаючими волосками рудуватого кольору. Надкрила в дрібних цятках. Загальне забарвлення тіла чорне, тільки надкрила бурі – у самців, а у самок і надкрила і передньоспинка яскраво-червоного кольору. Ноги темні – у самців, червоно-руді окрім стегон – у самок.

## Посилання

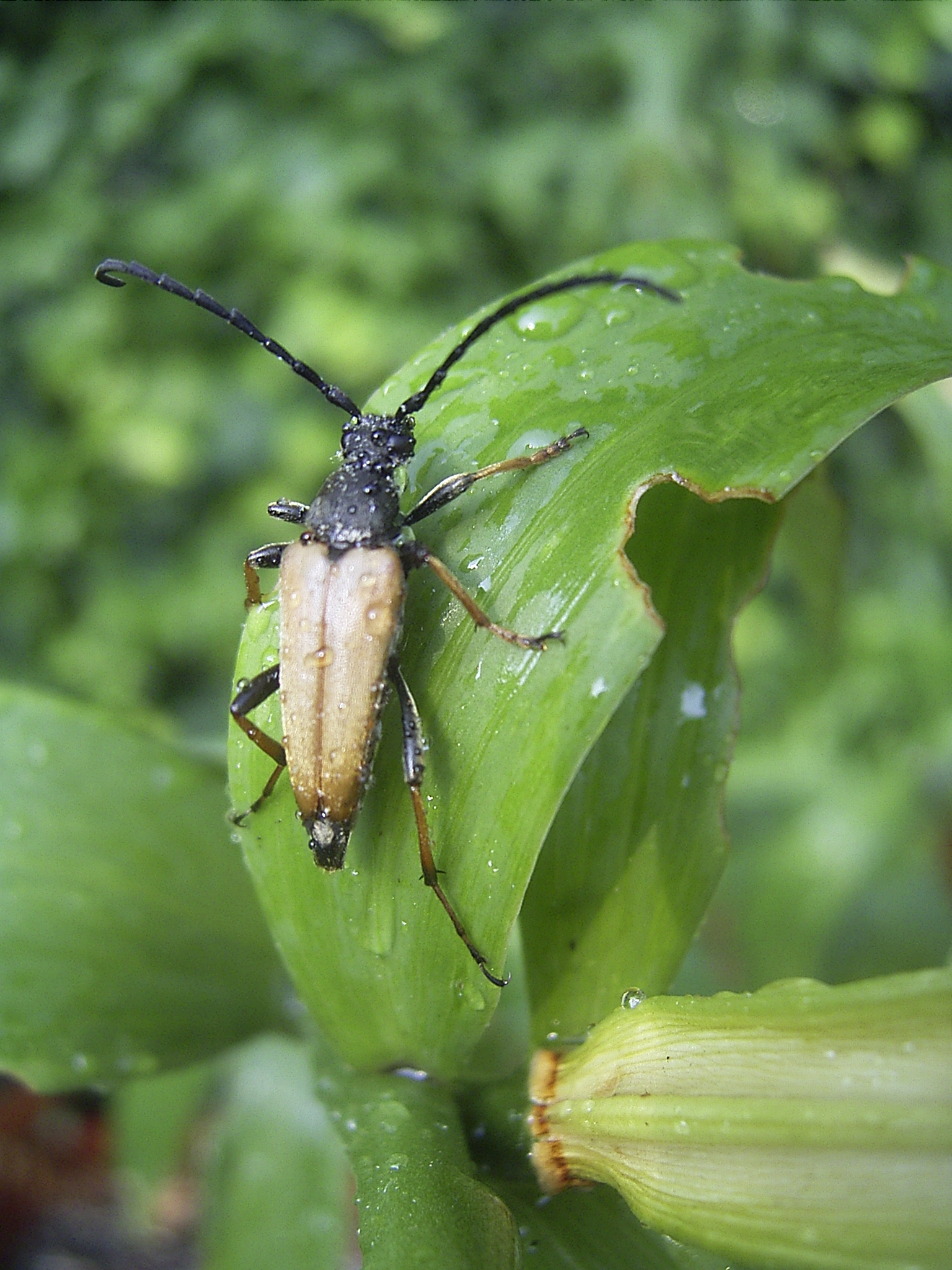
♂
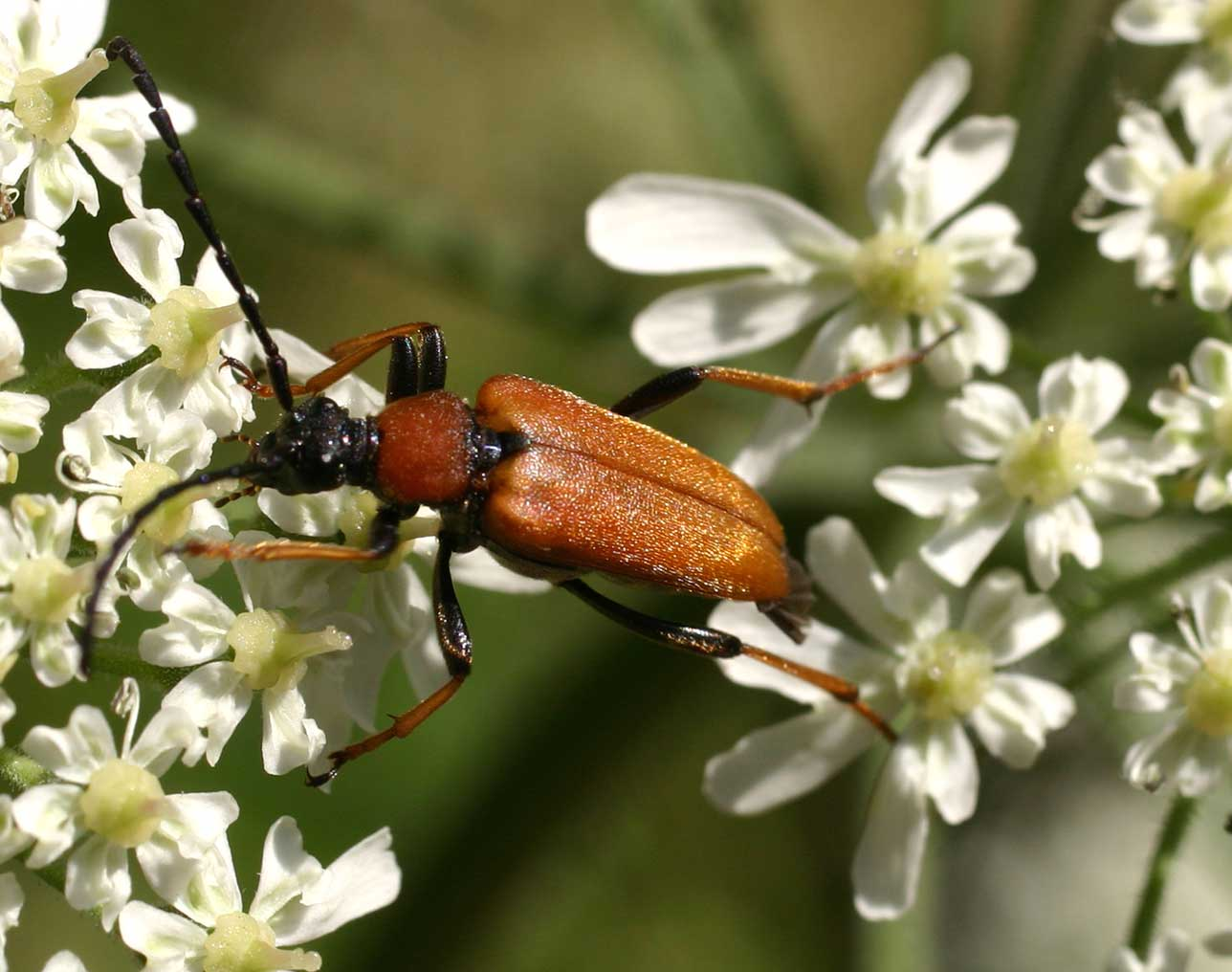
♀

## Життєвий цикл
Життєвий цикл триває 2-4 роки.